# Poladura de la Tercia
Poladura de la Tercia es una localidad española, perteneciente al municipio de Villamanín, en la provincia de León y la comarca de La Tercia del Camino, en la Montaña Central, comunidad autónoma de Castilla y León.
Situado sobre el cauce del río Rodiezmo, afluente del río Bernesga.
Los terrenos de Poladura de la Tercia limitan con los de Busdongo al norte, Camplongo de la Tercia y Villanueva de la Tercia al noreste, San Martín de la Tercia al este, Cármenes al sureste, Villasimpliz, Buiza y Folledo al sur, Geras y Aralla de Luna al suroeste, Cubillas de Arbas y Casares de Arbas al oeste, y Viadangos de Arbas y Arbas del Puerto al noroeste.
Perteneció al antiguo Concejo de la Tercia del Camino.